# Колубарски марш
Колубарски марш је манифестација, која је заживела средином децембра 2014. године, када је у Србији обележавано 100 година од почетка Великог рата.
Маршрута Колубарског марша сваке године је различита, јер се и сама Колубарска битка водила на фронту преко 160 км. Тачније, желимо да обиђемо што више значајних тачака најдуже битке коју је српска војска водила икада.
Овим догађајем ми желимо да сачувамо сећање на јунаке који су пре више од једног столећа крварили и гинули за слободу свог народа и отаџбине на планинама Рајац, Сувобор и долини реке Колубаре.

## Организатор
Организатор марша је Удружење Српски Светионик у сарадњи са Војском Србије, свештенством СПЦ и локалним туристичким организацијама.

## Локације
С обзиром да се Колубарска битка водила на фронту дугом преко 160 km, тако су и локације одржавања Колубарског марша увек различите. До сада се Колубарски марш увек одржавао на различитим локацијама, општине: Љиг, Лазаревац, Мионица, Младеновац, Ћелије.

## Мотив
Мотив за одржавање ове манифестације је оживљавање славних предака и захвалност бесмртног војводе Живојина Мишића и његових војника Прве армије Војске Краљевине Србије, који су те 1914. године по други пут потукли аустроугарске окупаторе.

## Хронологија

### Први марш
Први Колубарски марш је одржан 14. децембра 2014. године, шетњом од 23 км, од Љига до Лазаревца, путањом: Љиг-Јајчић-Латковић-Дудовица-Чибутковица-Лазаревац. Учествовало је укупно око 50 људи, од чега је 33 дошло аутобусом из Београда, остали су били Љижани и чланови планирарског друштва Рајац. Направљене су и две паузе, једна у Латковићу, а друга Чибутковици, где је организован ручак на ливади.
У поподневним сатима, група од 50-ак учесника Првог Колубарског марша је ушла у град Лазаревац са заставама, транспарентима и цвећем, где је већ завршавала државна церемонија прославе Колубарске битке. Тако је један венац положен у спомен-костурници. Све је то пропратила локална ТВ станица из Лига.

### Други марш
Други Колубарски марш је одржан 13. децембра 2015. године, пешачењем од 39 км, од села Кадина Лука у општини Љиг, до града Лазаревца, где је маршрута била: Кадина Лука, односно брдо Грађеник, Гукош, Љиг, Јајичић, Латковић, Дудовица, Лазаревац. Учествовало је око 80 људи, који су дошли из Београда, Опова, Ужица односно ђаци ужичке гимназије, Шапца, односно Удружење грађана „Церски марш”... Поред њих учествовало је и 10 чланова Четничког покрета 1903.
Ручак је ове године био у селу Латковић, са војничким пасуљом, који је био постан.
Учесници су око 17 часова, када је већ пао мрак пристигли у Лазаревац и посетили Дом Културе и спомен-костурницу у цркви Св. Димитрија, где је одржан историјски час о Колубарској бици.
Ниједан инцидент није забележен.

### Трећи Колубарски марш
Трећи Колубарски марш је одржан у недељу 11. децембра 2016. године. Почетак је био у Љигу, код зграде општине. Ту се окупило преко 170 учесника, који су дошли из Београда, Опова, Обреновца, Мојковца, Шапца, Ужица, Пожеге, Бијељине, Сремске Митровице, Ваљева и др. И пар људи из Љига.
Кренило се пешака до споменика пуковнику Војске Краљевине Србије, Живојну Бацићу, команданту 13. пука из Тимочке дивизије који је херојски погинуо на самом почетку Колубарске битке. Остао је упамћен по томе што је смртно рањен изговорио: "Српски војник се никад не предаје!". Ту је начињена једна групна фотографија сивх учесника.
Одатле се кренуло даље пешака ка брду Грађеник у селу Кадина Лука, где се налази спомен-црква у изградњи. Направљена је пауза, где су учесници попили топле напитке и испричана је прича о Колубарској бици и изградњи саме цркве.
Након тога, један део учесника је наставио уз брдо пешке, ка Рајцу, а други део је остао ту, па су аутобусом дошли до Споменика 1.300 каплара. Учесници што су пешачили имали су прелепе видиковце, јер је сунчано време то омогућило. Сви су стигли око 16 сати на циљ. Положен је венац на споменик погинулим јунацима.

### Четврти Колубарски марш
Четврти Колубарски марш је одржан у недељу 10. децембра 2017. Почетна тачка маршруте била је родна кућа Живојина Мишића у селу Струганик, општина Мионица. А крајња тачка је Споменик 1.300 каплара на Рајцу. Учествовало је нешто више од 150 људи, пристигли из Београда, Ужица, Врања, Ниша, Прокупља, Бијељине, Шида, Руме, Ваљева, Љига, Панчева и др.
Историјски час је одржан у Струганику, од стране Светолика Николића, кустоса из Туристичке организације Мионица.
Учесници су препешачили преко 20 км, од чега је добар део био по снегу који је нападао дан раније, висине 40 cm. Најмлађи учесник била је девојчица Валентина Ђорђевић из Панчева стара свега девет година, а препешачила је читав марш. Код споменика 1300 каплара на Рајцу запаљене су свеће и положен је венац. Сви присутни су запевали химну Србије - Боже правде.
Након марша организатор је обезбедио ручак за учеснике у хотелу Љиг.

### Пети Колубарски марш
Пети Колубарски марш је одржан у недељу 9. децембра 2018. године. Почетна тачка маршруте била је на Враче Брду, општина Лазаревац, затим су усченици наставили преко манастира Ћелије, где су положени венци, направљена је пауза... па онда све до брда Човка, где је пре 104 године изгинуло преко 4000 војника Краљевине Србије. Тамо је одржан историјски час, положени венци и отпеване пригодне песме.
Наредна тачка била је брдо Кременица изнад Лазаревца, у селу Бистрица. Тамо је направљен пригодан програм, полагање венаца и додела златних медаља за оне којима је ово био подвиг: Марко и Николина. Ту је организатор обезбедио ручак за учеснике. А онда се аутобусима спустило до цркве Св. Димитрија у центру Лазаревца. Тамо је у крипти цркве одржан историјски час од Оца Марка и након тога подељене су захвалнице.
Учесника је било са свих страна Републике Србије и Републике Српске... долазили су из Требиња, Сокоца, Бијељине, Ниша, Врања, Чачка, Ужица, Београда, Обреновца, Шида и др.

### Шести Колубарски марш
Шести Колубарски марш је одржан у недељу 8. децембра 2019. године у Младеновцу. Почетна тачка је била споменик Српски ратник у центру Младеновца, а завршна брдо Варовница где су 8. децембра 1914. године вођене крваве борбе са аустроугарским окупаторима. Ово је био и најмасовнији Колубарски марш са око 250 учесника пристигли из Бока которске, Београда, Ваљева, Чачка, Бијељине, Шида, Лознице, Шапца, Руме, Зрењанина, Новог Сада, Ниша, Врања, Сремске Митровице, Ужица, Сокоца, Рогатице, Братунца итд...
Манифестација је почела са литургијом у лазаревачкој цркви, а главно окупљање је на платоу испред Општине, код споменика јунацима ослободилачких ратова 1912-1918. Ту су поздрављени учесници и положени су венци.
Затим се кренуло у формирање колоне, коју су предводили водичи локалног планинарског клуба. Током највећег дела пута била је магла, што је успоравало саме учесние. Траса је била углавном трава и земља, кроз шуму.
Укупно пређена маршута била је преко 18 km. Код споменика на брду Варовница одржан је пригодан програм и најмлађи учесници су добили златне медаље. Положени су и венци.
После тога је био уприличен ручак у једном ресторану, војнички пасуљ.

## Галерија
- Организатори 1. марша
- Учесници из Бока которске